# David Brocken
David Brocken (ur. 18 lutego 1971 w Lier) – belgijski piłkarz grający na pozycji prawego obrońcy. Był reprezentantem Belgii.

## Kariera klubowa
Swoją karierę piłkarską Brocken rozpoczął w klubie Lierse SK, w którym w sezonie 1989/1990 zadebiutował w pierwszej lidze belgijskiej. W sezonie 1996/1997 osiągnął z Lierse swój pierwszy sukces, gdy wywalczył z nim tytuł mistrza Belgii. Z kolei w sezonie 1998/1999 zdobył z Lierse Puchar Belgii. W Lierse grał do lata 1999.
Latem 1999 Brocken przeszedł do Anderlechtu. 15 sierpnia 1999 zadebiutował w nim w wygranym 5:2 domowym meczu z KSK Beveren. W sezonie 1999/2000 wywalczył z Anderlechtem mistrzostwo Belgii.
Jeszcze w trakcie sezonu 1999/2000 Brocken odszedł z Anderlechtu i w styczniu 2000 za 500 tysięcy euro został sprzedany do Standardu Liège. W Standardzie swój debiut zaliczył 12 stycznia 2000 w zwycięskim 4:2 wyjazdowym spotkaniu z KV Mechelen. Zawodnikiem Standardu był do końca sezonu 2001/2002.
Latem 2002 Brocken przeszedł do Lommel SK. Zadebiutował w nim 10 sierpnia 2002 w przegranym 1:2 domowym meczu z Lierse SK. W trakcie sezonu klub Lommel wycofał się z ligi, a jego wyniki anluowane. W sezonie 2003/2004 Brocken grał w czwartoligowym KFC Schoten SK.
W 2004 roku Brocken został zawodnikiem norweskiej Vålerengi. Swój debiut w niej zaliczył 13 kwietnia 2004 w wygranym 1:0 domowym meczu z FK Bodø/Glimt. W sezonie 2004 wywalczył z nią wicemistrzostwo, a w sezonie 2005 - mistrzostwo Norwegii. W 2005 roku zakończył karierę.
| Sezon   | Klub              | Kraj     | Rozgrywki     | Mecze | Gole |
| ------- | ----------------- | -------- | ------------- | ----- | ---- |
| 1989/90 | Lierse SK         | Belgia   | Eerste klasse | 17    | 0    |
| 1990/91 | Lierse SK         | Belgia   | Eerste klasse | 26    | 0    |
| 1991/92 | Lierse SK         | Belgia   | Eerste klasse | 13    | 1    |
| 1992/93 | Lierse SK         | Belgia   | Tweede klasse | 24    | 1    |
| 1993/94 | Lierse SK         | Belgia   | Eerste klasse | 10    | 0    |
| 1994/95 | Lierse SK         | Belgia   | Eerste klasse | 30    | 1    |
| 1995/96 | Lierse SK         | Belgia   | Eerste klasse | 30    | 2    |
| 1996/97 | Lierse SK         | Belgia   | Eerste klasse | 24    | 4    |
| 1997/98 | Lierse SK         | Belgia   | Eerste klasse | 27    | 3    |
| 1998/99 | Lierse SK         | Belgia   | Eerste klasse | 29    | 5    |
| 1999/00 | RSC Anderlecht    | Belgia   | Eerste klasse | 9     | 0    |
| 1999/00 | Standard Liège    | Belgia   | Eerste klasse | 16    | 0    |
| 2000/01 | Standard Liège    | Belgia   | Eerste klasse | 24    | 1    |
| 2001/02 | Standard Liège    | Belgia   | Eerste klasse | 0     | 0    |
| 2002/03 | Lommel SK         | Belgia   | Eerste klasse | 21    | 0    |
| 2003/04 | KFC Schoten SK    | Belgia   | IV liga       | 4     | 0    |
| 2004    | Vålerenga Fotball | Norwegia | Eliteserien   | 25    | 1    |
| 2004    | Vålerenga Fotball | Norwegia | Eliteserien   | 16    | 2    |

## Kariera reprezentacyjna
W reprezentacji Belgii Brocken zadebiutował 3 lutego 1999 w wygranym 1:0 towarzyskim meczu z Cyprem, rozegranym w Limassolu. W kadrze narodowej rozegrał 2 mecze, oba w 1999.